# Сплав доре

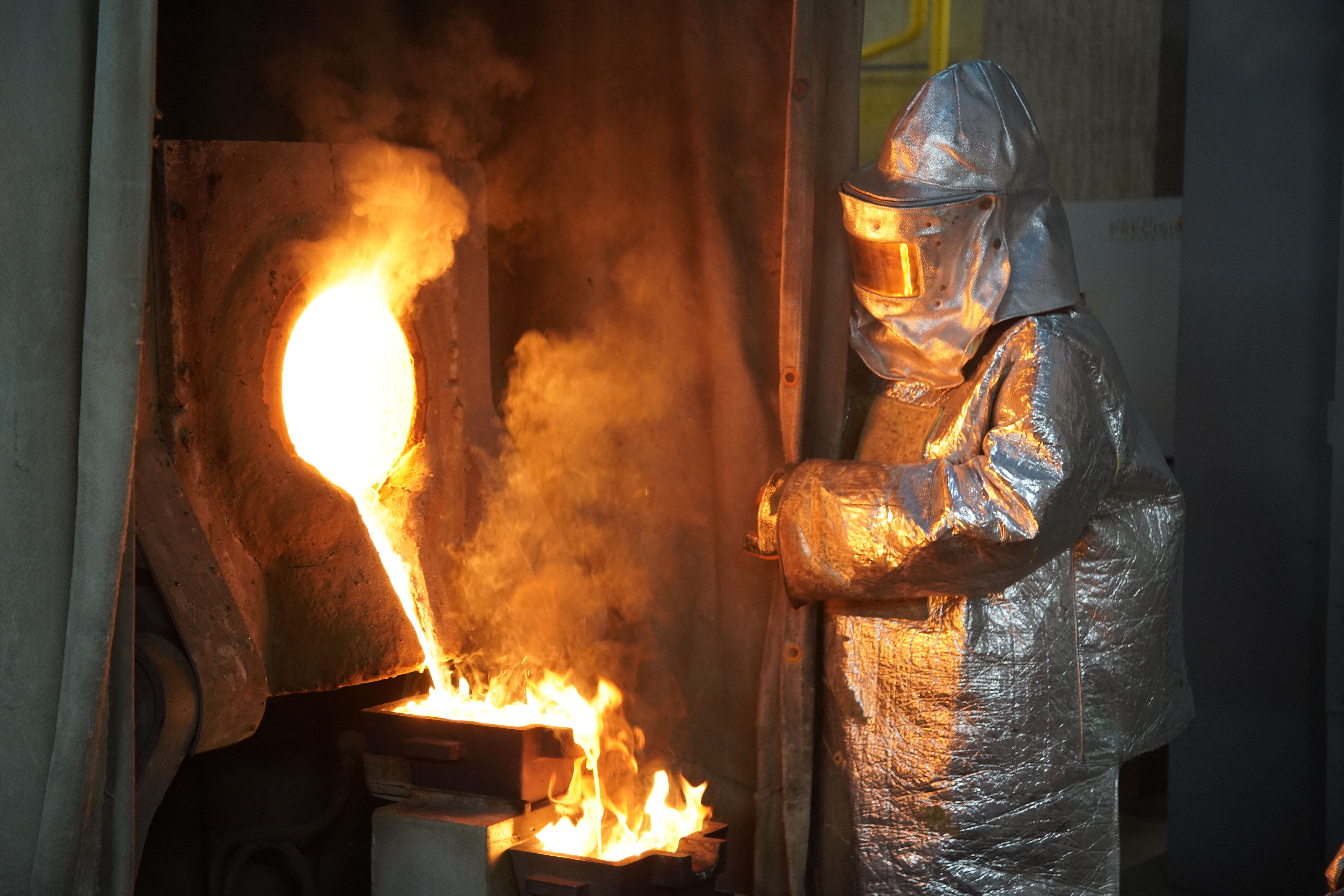
Плавка сплава доре на казахстанском предприятии «Алтыналмас»

Сплав доре́ (от фр. doré — золотой, позолоченный) — золото-серебряный сплав, получаемый на золоторудных месторождениях и отправляемый на аффинажные заводы для последующей очистки.
Аффинажные заводы принимают сплав доре, содержащий не менее 70 % золота и/или серебра.
В зависимости от состава сплава доре и применяемой на заводе технологии очистки, аффинажный завод может:
- Ввести штраф, если сплав содержит элементы, затрудняющие процесс очистки. Такими вредными примесями являются железо, свинец, теллур и никель.
- Не принять сплав, если он содержит элементы, затрудняющие очистку.
- Оплатить дополнительно повышенные концентрации металлов платиновой группы.